# Artéria maxilar
A artéria maxilar (ou artéria maxilar interna em textos mais velhos) é uma artéria que vasculariza as estruturas profundas da face.

## Estrutura

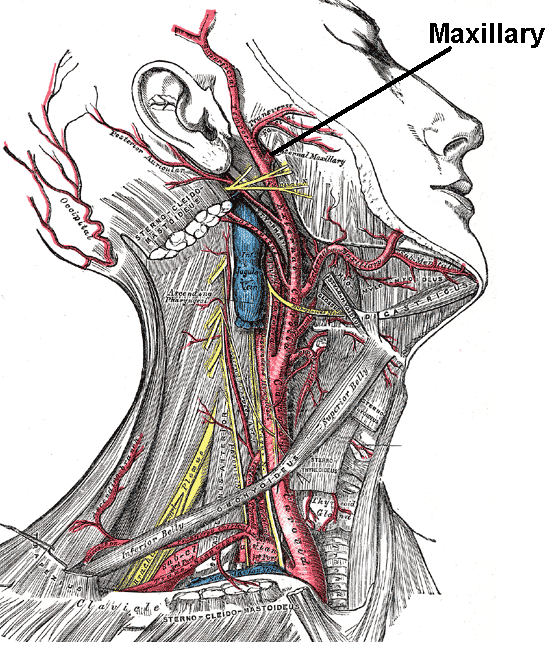
Dissecação superficial do lado direito do pescoço, as artérias carótidas e subclávicas. A origem da artéria maxilar está demarcada

A artéria maxilar, a maior dos dois ramos terminais da artéria carótida externa, surge atrás do pescoço e da mandíbula, e é no princípio envolvida na substância da glândula parótida; passa adiante entre o ramus da mandíbula e o ligamento esfenomandibular, e então corre, superficial ou fundamente ao músculo pteriogóide lateral, para a fossa ptériogopalatina.  
Vasculariza as estruturas profundas da face, e pode ser dividida em mandibular, pteriogóide, e porções ptériogopalatinas.  

### Primeira porção
A primeira ou porção mandibular passa horizontalmente para a frente, entre o ramus da mandíbula e o ligamento esfenomandibular para onde fica paralelo e debaixo do nervo aurículotemporal; cruza o nervo alveolar inferior, e corre ao longo da mais baixa borda do músculo pteriogóide lateral.  
Ramos incluem:  
- Artéria auricular profunda
- Artéria timpânica anterior
- Artéria meníngea média
- Artéria alveolar inferior só se ramifica antes de entrar no forame mandibular
- Artéria meníngea acessória

### Segunda porção
A segunda ou porção pterigóide corre obliquamente adiante e para cima da cobertura do ramus da mandíbula e da inserção temporálica, na superfície (muito freqüentemente no fundo) do músculo pteriogóide lateral; passa então entre as duas cabeças de origem deste músculo e entra na fossa.  
Ramos incluem:  
- Artéria massetérica
- Ramos pteriogóides
- Artérias temporais fundas (anterior e posterior)
- Artéria bucal

### Terceira porção
A terça ou porção ptériogopalatina fica na fossa ptériogopalatina em relação com o gânglio ptériogopalatino.  
Ramos incluem:  
- Artéria esfenopalatina, ramo terminal
- Descendente da artéria palatina
- Artéria infraorbital
- Artéria alveolar superior posterior
- Artéria faringeal
- Artéria do canal pteriogóide

## Nomenclatura
Antigamente, o termo artéria maxilar externa foi usada para descrever o que é agora conhecido como a artéria facial (por Terminologia anatômica.)  Atualmente, o termo artéria maxilar externa é menos comumente usada, e as condições artéria maxilar interna e  artéria maxilar são equivalentes.

## Imagens adicionais

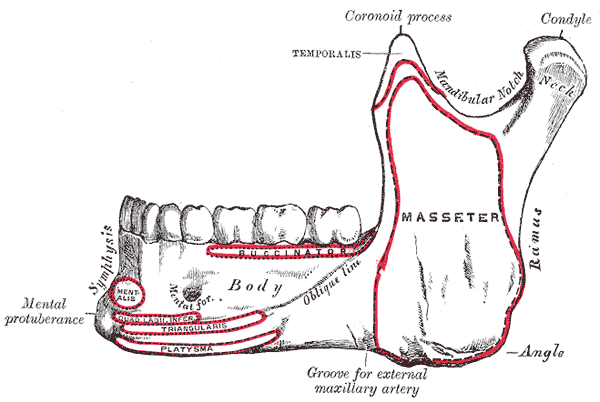
Mandíbula, vista de lado.